# Blå himlen blues
Blå himlen blues är ett album av Imperiet, släppt 15 mars 1985 på skivbolaget Mistlur.
För albumet fick bandet även Rockbjörnen i kategorin "Årets svenska skiva".
Producent på majoriteten av låtarna var Jeff Eyrich som tidigare hade producerat The Gun Clubs studioalbum "The Las Vegas Story". Gurra Ljungstedt var med under processen med albumet innan han lämnade bandet, och Christian Falk övertalade de övriga medlemmarna att använda trummaskin.

## Låtlista
| Nr | Titel              | Längd | Notering                                                                                     |
| -- | ------------------ | ----- | -------------------------------------------------------------------------------------------- |
| 1. | C.C. Cowboys       | 4.05  |                                                                                              |
| 2. | Århundradets brott | 5.22  |                                                                                              |
| 3. | Sura-Baya-Johny    | 3.45  | Av Kurt Weill, Bertolt Brecht, svensk översättning Anders Aleby, bearbetning Pugh Rogefeldt. |
| 4. | Holländskt porslin | 4.39  |                                                                                              |
| 5. | Tonårs Jesus       | 3.10  |                                                                                              |
| 6. | Blå himlen blues   | 6.23  |                                                                                              |
| 7. | Fat City           | 4.09  |                                                                                              |
| 8. | Moderna män        | 3.59  |                                                                                              |
| 9. | Fred               | 6.27  | Cover på Hoola Bandoola Band                                                                 |

## Medverkande

### Imperiet
- Joakim Thåström - Sång, Gitarr
- Christian Falk - Bas
- Per Hägglund - Keyboards, Saxofon på Holländskt porslin och Fat City.
- Gunnar "Gurra" Ljungstedt -  Trummor (Var med på bilderna på skivomslaget, lämnade dock bandet under inspelningen).

### Övriga medverkande
- Jeff Eyrich - Producent
- Stefan Glaumann - Producent på Sura-baya-Johny, Holländskt porslin och Fat City tillsammans med Imperiet.
- Ernst Nathorst-Böös - Bakgrundsång på Tonårs-Jesus
- Fläskkvartetten - Stråkar på CC Cowboys.
- Anders Karlén - Gitarr på Fat City.
- Johan Petterson - Omslag
- Roger Nilsson - Fotograf

## Listplaceringar
| Lista (1985) | Topplacering |
| ------------ | ------------ |
| Sverige      | 5            |

### Fotnoter
1. ↑  ”Aftonbladet”. 26 februari 2000. http://wwwc.aftonbladet.se/noje/special/rockbjorn00/gamla.html. Läst 1 maj 2011.
2. ↑  Silver, Guld och Misär CD-box, intervju, 2009
3. ↑  Placeringar på den svenska albumlistan